# Liste des centrales thermiques à flamme en France
 (avril 2025).
Le graphique qui aurait dû être présenté ici ne peut pas être affiché car il utilise l'ancienne extension Graph, désactivée pour des questions de sécurité. Des indications pour créer un nouveau graphique avec la nouvelle extension Chart sont disponibles ici.

Production brute d'électricité par source en France
Agence d'information sur l'énergie (1980-2019), RTE (2020-2021, production nette).
* Centrales thermiques à flamme.
NB : l'énergie marémotrice est incluse dans l'hydraulique et les déchets dans les bioénergies.
Les centrales thermiques à flamme françaises produisent de l'électricité pour le réseau électrique national. Elles se répartissent principalement par leur combustible utilisé, et par leur mode de combustion. On distingue :
- les centrales à charbon ;
- les centrales à gaz fossile : turbine à combustion ou bien à cycle combiné ;
- les centrales à fioul ou gazole (Diesel) : turbine à combustion, soit fioul-vapeur ;
- les centrales à biomasse

Afin de décarboner la production de ces centrales, des carburants alternatifs d'origine renouvelable sont également utilisés en remplacement des énergies fossiles : biomasse (bagasse, bois, déchets, etc.) à la place du charbon, biogaz à la place du gaz fossile, et biofuel (bioéthanol) à la place du fioul ou du gazole. Certaines centrales utilisent un mix de carburant fossile et renouvelable (par exemple la centrale à bagasse-charbon de Bois Rouge).

## Place dans le mix électrique français
En France métropolitaine les centrales nucléaires et les centrales hydroélectriques au fil de l'eau fournissent une production dite « de base » (c'est-à-dire en continu), et contribuent à la majeure partie de l'électricité fournie au réseau. 
Les centrales thermiques à flamme fournissent une production de « semi-base », pendant quelques centaines à quelques milliers d'heures par an (notamment les centrales à cycles combinés au gaz) ; et pour certaines d'entre elles une production dite « de pointe », de seulement quelques dizaines à quelques centaines d'heures par an (principalement à des fins d'équilibration du réseau électrique). C'est notamment le cas des centrales au charbon et des turbines à combustion (au fioul ou au gaz),.
Dans la France d'outre-mer, la place des centrales thermiques à flamme est plus importante (avec une production de base) du fait de l'insularité de ces territoires qui ne sont peu ou pas interconnectés.

## En France Métropolitaine

### Centrales à charbon

Les deux dernières centrales à charbon de France métropolitaine en octobre 2022.

#### En activité (charbon-vapeur)
| Nom          | Opérateur    | Commune                | Collectivité territoriale | Production                          | Tranche | Capacité installée (MW) | Mise en service |
| ------------ | ------------ | ---------------------- | ------------------------- | ----------------------------------- | ------- | ----------------------- | --------------- |
| Cordemais    | EDF          | Cordemais              | Loire-Atlantique          | 3 000 GWh en 2018 4 142 GWh en 2017 | 4       | 600                     | 1983            |
| Cordemais    | EDF          | Cordemais              | Loire-Atlantique          | 3 000 GWh en 2018 4 142 GWh en 2017 | 5       | 600                     | 1984            |
| Émile-Huchet | GazelEnergie | Saint-Avold et Carling | Moselle                   | 2 143 GWh en 2017 4 655 GWh en 2011 | 6       | 618                     | 1981            |

#### Avenir des dernières centrales au charbon
Lors de sa campagne électorale de 2017 Emmanuel Macron promet que les dernières centrales à charbon – très polluantes et contribuant fortement au changement climatique – seront fermées durant son quinquennat. À cette date, il reste quatre centrales à charbon encore en activité en France métropolitaine : les tranches 4 et 5 de la centrale de Cordemais (Loire-Atlantique), la tranche 6 de la centrale Émile-Huchet à Saint-Avold (Moselle), la centrale de Gardanne (Bouches-du-Rhône) et la tranche 4 de la centrale du Havre (Seine-Maritime),. La fermeture des centrales à charbon rencontre l'opposition de certains acteurs sociaux, notamment en raison des pertes d'emplois engendrées.
Au-delà de la volonté politique, la fermeture des dernières centrales à charbon est conditionnée à la possibilité d'assurer la sécurité d'approvisionnement du réseau électrique français. En 2018, selon le gestionnaire du réseau d'électricité à haute tension RTE, il est estimé qu'« après l'hiver 2020, des marges de sécurité devraient réapparaître », à condition : 
- de développer la production d'énergies renouvelables ;
- de créer trois interconnexions avec l'Italie et la Grande-Bretagne ;
- de mettre en service sans retard supplémentaire l'EPR de la centrale nucléaire de Flamanville (Manche) et la centrale au gaz de Landivisiau (Finistère) ;
- et de ne « fermer aucun autre moyen de production ». La centrale nucléaire de Fessenheim est néanmoins définitivement arrêtée en 2020[14].

La centrale du Havre est définitivement arrêtée en avril 2021,,. Le fonctionnement de la centrale de Gardanne en Provence est perturbé par de nombreux conflits sociaux. L'unité au charbon est démarrée pour la dernière fois pendant 3 semaines en juillet 2021, avant son arrêt définitif pour un projet de reconversion à la biomasse (bois). 
La centrale Émile-Huchet à Saint-Avold est arrêtée en mars 2022, mais est redémarrée pour assurer la sécurité d'approvisionnement durant l'hiver 2022-2023 marqué par la crise énergétique en Europe, ainsi qu'une faible disponibilité du parc nucléaire français. En août 2023, les centrales de Cordemais et de Saint-Avold sont autorisées à fonctionner jusqu'au 31 décembre 2024.

#### Exploitation terminée
| Nom                | Opérateur                                                                 | Commune                                        | Tranche | Capacité installée (MW) | Mise en service | Fin d'exploitation   | Production                                          |
| ------------------ | ------------------------------------------------------------------------- | ---------------------------------------------- | ------- | ----------------------- | --------------- | -------------------- | --------------------------------------------------- |
| Arjuzanx           | EDF                                                                       | Arjuzanx (Landes)                              | 1       | 125                     | 1960            | 1er avril 1988       |                                                     |
| Arjuzanx           | EDF                                                                       | Arjuzanx (Landes)                              | 2       | 125                     | 1960            | 1er avril 1988       |                                                     |
| Arjuzanx           | EDF                                                                       | Arjuzanx (Landes)                              | 3       | 125                     | 1964            | 26 février 1992      |                                                     |
| Bouchain           | EDF                                                                       | Bouchain (Nord)                                | 1       | 250                     | 1970            | 2015                 | 650 GWh en 2009                                     |
| Bouchain           | EDF                                                                       | Bouchain (Nord)                                | 2       | 250                     | 1970            | 1995                 | 650 GWh en 2009                                     |
| Blénod             | EDF                                                                       | Blénod-lès-Pont-à-Mousson (Meurthe-et-Moselle) | 1       | 250                     | 1963            | 1995                 | 2 820 GWh en 2010                                   |
| Blénod             | EDF                                                                       | Blénod-lès-Pont-à-Mousson (Meurthe-et-Moselle) | 2       | 250                     | 1966            | 2013                 | 2 820 GWh en 2010                                   |
| Blénod             | EDF                                                                       | Blénod-lès-Pont-à-Mousson (Meurthe-et-Moselle) | 3       | 250                     | 1968            | 2014                 | 2 820 GWh en 2010                                   |
| Blénod             | EDF                                                                       | Blénod-lès-Pont-à-Mousson (Meurthe-et-Moselle) | 4       | 250                     | 1969            | 2014                 | 2 820 GWh en 2010                                   |
| Champagne-sur-Oise | EDF                                                                       | Champagne-sur-Oise (Val-d'Oise)                | 1       | -                       | 1961            | 2005                 | 1 000 GWh en 1999[réf. nécessaire]                  |
| Le Havre           | EDF                                                                       | Le Havre (Seine-Maritime)                      | 1       | 250                     | 1968            | 8 mars 2013          | 3 914 GWh en 2010 2 040 GWh en 2017 905 GWh en 2018 |
| Le Havre           | EDF                                                                       | Le Havre (Seine-Maritime)                      | 1       | 110                     | 1952            | 1983                 | 3 914 GWh en 2010 2 040 GWh en 2017 905 GWh en 2018 |
| Le Havre           | EDF                                                                       | Le Havre (Seine-Maritime)                      | 2       | 110                     | 1952            | 1983                 | 3 914 GWh en 2010 2 040 GWh en 2017 905 GWh en 2018 |
| Le Havre           | EDF                                                                       | Le Havre (Seine-Maritime)                      | 3       | 125                     | 1958            | 2003                 | 3 914 GWh en 2010 2 040 GWh en 2017 905 GWh en 2018 |
| Le Havre           | EDF                                                                       | Le Havre (Seine-Maritime)                      | 4       | 125                     | 1958            | 2014                 | 3 914 GWh en 2010 2 040 GWh en 2017 905 GWh en 2018 |
| Le Havre           | EDF                                                                       | Le Havre (Seine-Maritime)                      | 5       | 330                     | 1973            | 2015                 | 3 914 GWh en 2010 2 040 GWh en 2017 905 GWh en 2018 |
| Le Havre           | EDF                                                                       | Le Havre (Seine-Maritime)                      | 2       | 600                     | 1969            | 1er juillet 2013     | 3 914 GWh en 2010 2 040 GWh en 2017 905 GWh en 2018 |
| Le Havre           | EDF                                                                       | Le Havre (Seine-Maritime)                      | 4       | 600                     | 1983            | 31 mars 2021         | 3 914 GWh en 2010 2 040 GWh en 2017 905 GWh en 2018 |
| Hornaing           | E.ON France SAS                                                           | Hornaing (Nord)                                | 3       | 235                     | 1970            | 2013                 | 475 GWh en 2009                                     |
| Lucy               | E.ON France SAS                                                           | Montceau-les-Mines (Saône-et-Loire)            | 3       | 245                     | 1971            | 2014                 | 543 GWh en 2009                                     |
| Loire-sur-Rhône,   | EDF                                                                       | Loire-sur-Rhône (Rhône)                        | 1       | 250                     | 1965            | 2004                 | 250 GWh en moyenne                                  |
| Loire-sur-Rhône,   | EDF                                                                       | Loire-sur-Rhône (Rhône)                        | 2       | 250                     | 1968            | 1995                 | 250 GWh en moyenne                                  |
| La Maxe            | EDF                                                                       | La Maxe (Moselle)                              | 1       | 250                     | 1971            | 1er avril 2015       | 1 292 GWh en 2009                                   |
| La Maxe            | EDF                                                                       | La Maxe (Moselle)                              | 2       | 250                     | 1971            | 9 avril 2015,        | 1 292 GWh en 2009                                   |
| Pélissier          | EDF                                                                       | Albi (Tarn)                                    | 1       | 250                     | 1969            | 2006                 |                                                     |
| Penchot,           | EDF                                                                       | Boisse-Penchot (Aveyron)                       | 1       | 27,5                    | 1956            | 1981                 | 200 GWh en moyenne                                  |
| Penchot,           | EDF                                                                       | Boisse-Penchot (Aveyron)                       | 2       | 60                      | 1960            | 2001                 | 200 GWh en moyenne                                  |
| Provence           | E.ON France SAS (jusqu'en 2019) GazelEnergie, filiale d'EPH (depuis 2019) | Meyreuil (Bouches-du-Rhône)                    | 4       | 230                     | 1967            | 2013                 | 1 196 GWh en 2017 2 507 GWh en 2009                 |
| Provence           | E.ON France SAS (jusqu'en 2019) GazelEnergie, filiale d'EPH (depuis 2019) | Meyreuil (Bouches-du-Rhône)                    | 5       | 595                     | 1984            | 2021                 | 1 196 GWh en 2017 2 507 GWh en 2009                 |
| Ronchamp           | SHR (1907-1946) EDF (1946-1958)                                           | Ronchamp (Haute-Saône)                         | 1       | 4,5                     | 1907            | 1958                 | 15 à 37 GWh (1946-1950)                             |
| Ronchamp           | SHR (1907-1946) EDF (1946-1958)                                           | Ronchamp (Haute-Saône)                         | 2       | 9                       | 1910-19         | 1958                 | 15 à 37 GWh (1946-1950)                             |
| Ronchamp           | SHR (1907-1946) EDF (1946-1958)                                           | Ronchamp (Haute-Saône)                         | 3       | 16,5                    | 1924            | 1958                 | 15 à 37 GWh (1946-1950)                             |
| Vaires-sur-Marne   | EDF                                                                       | Vaires-sur-Marne (Seine-et-Marne)              | 1       | 250                     | 1962            | 2005                 |                                                     |
| Vaires-sur-Marne   | EDF                                                                       | Vaires-sur-Marne (Seine-et-Marne)              | 2       | 250                     | 1965            | 2005                 |                                                     |
| Vitry              | EDF                                                                       | Vitry-sur-Seine (Val-de-Marne)                 | 3       | 250                     | 1970            | 2015                 | 1 172 GWh en 2010                                   |
| Vitry              | EDF                                                                       | Vitry-sur-Seine (Val-de-Marne)                 | 4       | 250                     | 1971            | 2015                 | 1 172 GWh en 2010                                   |
| Yainville 1        | SHEE (1920-1946) EDF (1946-1990)                                          | Yainville (Seine-Maritime)                     | 1       | 1,5                     | 1920            | 1943-1944 (sabotage) |                                                     |
| Yainville 1        | SHEE (1920-1946) EDF (1946-1990)                                          | Yainville (Seine-Maritime)                     | 2       | 5                       | 1920            | 1943-1944 (sabotage) |                                                     |
| Yainville 1        | SHEE (1920-1946) EDF (1946-1990)                                          | Yainville (Seine-Maritime)                     | 3       | 5                       | 1920            | 1943-1944 (sabotage) |                                                     |
| Yainville 1        | SHEE (1920-1946) EDF (1946-1990)                                          | Yainville (Seine-Maritime)                     | 4       | 15                      | 1930            | 1943-1944 (sabotage) |                                                     |
| Yainville 1        | SHEE (1920-1946) EDF (1946-1990)                                          | Yainville (Seine-Maritime)                     | 5       | 15                      | 1930            | 1943-1944 (sabotage) |                                                     |

### Centrales à gaz

#### Centrales à cycles combinés à gaz (CCG)
| Nom                    | Opérateur     | Commune                   | Collectivité territoriale | Tranche | Capacité installée (MW) | Mise en service |
| ---------------------- | ------------- | ------------------------- | ------------------------- | ------- | ----------------------- | --------------- |
| Amfard                 | TotalEnergies | Gonfreville-l'Orcher      | Seine-Maritime            | 1       | 120                     | 2004            |
| Amfard                 | TotalEnergies | Gonfreville-l'Orcher      | Seine-Maritime            | 2       | 120                     | 2004            |
| Bayet                  | TotalEnergies | Bayet                     | Allier                    | 1       | 408                     | 2011            |
| Bouchain               | EDF           | Bouchain                  | Nord                      | 1       | 605                     | 2016            |
| Blénod                 | EDF           | Blénod-lès-Pont-à-Mousson | Meurthe-et-Moselle        | 1       | 430                     | 2011            |
| Combigolfe             | Engie         | Fos-sur-Mer               | Bouches-du-Rhône          | 1       | 424                     | 2010            |
| CyCoFos                | Engie         | Fos-sur-Mer               | Bouches-du-Rhône          | 1       | 489                     | 2010            |
| DK6                    | Engie         | Dunkerque                 | Nord                      | 1       | 395 (165 TG + 230 TV)   | 2005            |
| DK6                    | Engie         | Dunkerque                 | Nord                      | 2       | 395 (165 TG + 230 TV)   | 2005            |
| Émile-Huchet           | TotalEnergies | Saint-Avold et Carling    | Moselle                   | 7       | 430                     | 2010            |
| Émile-Huchet           | TotalEnergies | Saint-Avold et Carling    | Moselle                   | 8       | 430                     | 2010            |
| Landivisiau            | TotalEnergies | Landivisiau               | Finistère                 | 1       | 446                     | 31 mars 2022    |
| Martigues              | EDF           | Martigues                 | Bouches-du-Rhône          | 1       | 465                     | 31 août 2012    |
| Martigues              | EDF           | Martigues                 | Bouches-du-Rhône          | 2       | 465                     | 7 juin 2013     |
| Montoir-de-Bretagne    | Engie         | Montoir-de-Bretagne       | Loire-Atlantique          | 1       | 435                     | 2011            |
| Pont-sur-Sambre        | TotalEnergies | Pont-sur-Sambre           | Nord                      | 1       | 412                     | 2009            |
| Toul « Croix-de-Metz » | TotalEnergies | Toul                      | Meurthe-et-Moselle        | 1       | 413                     | 2013            |

#### Turbine à combustion (TAC) au gaz
| Nom           | Opérateur | Commune       | Collectivité territoriale | Tranche | Capacité installée (MW) | Mise en service | Production     |
| ------------- | --------- | ------------- | ------------------------- | ------- | ----------------------- | --------------- | -------------- |
| Gennevilliers | EDF       | Gennevilliers | Hauts-de-Seine            | 1       | 210                     | 1991            | 11 GWh en 2009 |

### Centrales au fioul
| Nom              | Opérateur | Commune                   | Collectivité territoriale | Tranche | Capacité installée (MW) | Mise en service  | Production     |
| ---------------- | --------- | ------------------------- | ------------------------- | ------- | ----------------------- | ---------------- | -------------- |
| Arrighi          | EDF       | Vitry-sur-Seine           | Val-de-Marne              | 1       | 125                     | 1997             | 20 GWh en 2009 |
| Arrighi          | EDF       | Vitry-sur-Seine           | Val-de-Marne              | 2       | 125                     | 2007             | 20 GWh en 2009 |
| Brennilis        | EDF       | Brennilis                 | Finistère                 | 1       | 85                      | 1980             |                |
| Brennilis        | EDF       | Brennilis                 | Finistère                 | 2       | 85                      | 1981             |                |
| Brennilis        | EDF       | Brennilis                 | Finistère                 | 3       | 125                     | 1996             |                |
| Dirinon          | EDF       | Dirinon                   | Finistère                 | 1       | 85                      | 1981             |                |
| Dirinon          | EDF       | Dirinon                   | Finistère                 | 2       | 85                      | 1981             |                |
| Montereau        | EDF       | Vernou-la-Celle-sur-Seine | Seine-et-Marne            | 5       | 185                     | 30 novembre 2010 |                |
| Montereau        | EDF       | Vernou-la-Celle-sur-Seine | Seine-et-Marne            | 6       | 185                     | 30 novembre 2010 |                |
| Vaires-sur-Marne | EDF       | Vaires-sur-Marne          | Seine-et-Marne            | 1       | 185                     | 2008             | 59 GWh en 2009 |
| Vaires-sur-Marne | EDF       | Vaires-sur-Marne          | Seine-et-Marne            | 2       | 185                     | 2008             | 59 GWh en 2009 |
| Vaires-sur-Marne | EDF       | Vaires-sur-Marne          | Seine-et-Marne            | 3       | 185                     | 2009             | 59 GWh en 2009 |

| Nom              | Opérateur | Commune                        | Tranche | Capacité installée (MW) | Mise en service | Fin d'exploitation | Production         |
| ---------------- | --------- | ------------------------------ | ------- | ----------------------- | --------------- | ------------------ | ------------------ |
| Aramon           | EDF       | Aramon (Gard)                  | 1       | 700                     | 1977            | avril 2016         | 205 GWh en 2009    |
| Aramon           | EDF       | Aramon (Gard)                  | 2       | 700                     | 1977            | avril 2016         | 205 GWh en 2009    |
| Cordemais        | EDF       | Cordemais (Loire-Atlantique)   | 1       | 600                     | 1970            | 1996               |                    |
| Cordemais        | EDF       | Cordemais (Loire-Atlantique)   | 2       | 700                     | 1976            | 2017               |                    |
| Cordemais        | EDF       | Cordemais (Loire-Atlantique)   | 3       | 700                     | 1977            | 2018               |                    |
| Gennevilliers    | EDF       | Gennevilliers (Hauts-de-Seine) | 1       | 110                     | 1922-1955       | 1985               |                    |
| Gennevilliers    | EDF       | Gennevilliers (Hauts-de-Seine) | 2       | 110                     | 1922-1955       | 1985               |                    |
| Gennevilliers    | EDF       | Gennevilliers (Hauts-de-Seine) | 3       | 110                     | 1922-1955       | 1985               |                    |
| Le Havre         | EDF       | Le Havre (Seine-Maritime)      | 3       | 600                     | 1973            | 31 mars 2021       |                    |
| Martigues        | EDF       | Martigues (Bouches-du-Rhône)   | 1       | 250                     | 1971            | mars 2012          | 297 GWh en 2010    |
| Martigues        | EDF       | Martigues (Bouches-du-Rhône)   | 2       | 250                     | 1972            | février 2011       | 297 GWh en 2010    |
| Martigues        | EDF       | Martigues (Bouches-du-Rhône)   | 3       | 250                     | 1973            | avril 2009         | 297 GWh en 2010    |
| Martigues        | EDF       | Martigues (Bouches-du-Rhône)   | 4       | 250                     | 1974            | 1985               | 297 GWh en 2010    |
| Loire-sur-Rhône, | EDF       | Loire-sur-Rhône (Rhône)        | 3       | 250                     | 1970            | 1985               | 250 GWh en moyenne |
| Loire-sur-Rhône, | EDF       | Loire-sur-Rhône (Rhône)        | 4       | 250                     | 1971            | 1986               | 250 GWh en moyenne |
| Porcheville      | EDF       | Porcheville (Yvelines)         | 1       | 600                     | 1968            | 2017               |                    |
| Porcheville      | EDF       | Porcheville (Yvelines)         | 2       | 600                     | 1973            | 2017               |                    |
| Porcheville      | EDF       | Porcheville (Yvelines)         | 3       | 600                     | 1974            | 2017               |                    |
| Porcheville      | EDF       | Porcheville (Yvelines)         | 4       | 600                     | 1975            | 2017               |                    |
| Yainville 2      | EDF       | Yainville (Seine-Maritime)     | 1       | 50                      | 1950            | De 1981 à 1985     |                    |
| Yainville 2      | EDF       | Yainville (Seine-Maritime)     | 2       | 50                      | 1950            | De 1981 à 1985     |                    |
| Yainville 2      | EDF       | Yainville (Seine-Maritime)     | 3       | 125                     | 1957            | De 1981 à 1985     |                    |
| Yainville 2      | EDF       | Yainville (Seine-Maritime)     | 4       | 125                     | 1957            | De 1981 à 1985     |                    |

## En France d'outre-mer et Corse

### Centrale à charbon et biomasse
| Nom        | Opérateur | Commune     | Collectivité territoriale | Capacité installée (MW) | Mise en service | Production      |
| ---------- | --------- | ----------- | ------------------------- | ----------------------- | --------------- | --------------- |
| Bois Rouge | Albioma   | Saint-André | La Réunion                | 122                     | 1992            | 650 GWh en 2018 |
| Le Gol     | Albioma   | Saint-Louis | La Réunion                | 108,5                   | 1995            | 741 GWh en 2018 |
| Le Moule   | Albioma   | Le Moule    | Guadeloupe                | 102                     | 1998            | 549 GWh en 2017 |

| Nom       | Opérateur | Commune    | Collectivité territoriale | Tranche | Capacité installée (MW) | Mise en service |
| --------- | --------- | ---------- | ------------------------- | ------- | ----------------------- | --------------- |
| Le Galion | Albioma   | La Trinité | Martinique                | 2       | 40                      | 2018            |

Albioma gère trois centrales électriques bagasse-charbon adossé à des usines sucrières : deux à La Réunion et une en Guadeloupe. Pendant la campagne sucrière, la bagasse issue de la canne à sucre est brûlée pour produire de la chaleur utile pour le fonctionnement de l'usine ainsi que de l'électricité qui est injecté sur le réseau électrique de l'île. En dehors de la période sucrière, c'est du charbon qui est utilisé pour produire de l'électricité. Comme pour les autres centrales électriques françaises, l'utilisation du charbon doit cesser. Albioma souhaite convertir ces centrales à la biomasse[réf. nécessaire].

### Centrale à gaz
| Nom        | Opérateur | Commune    | Collectivité territoriale | Tranche | Capacité installée (MW) | Mise en service | Production     |
| ---------- | --------- | ---------- | ------------------------- | ------- | ----------------------- | --------------- | -------------- |
| Le Galion  | Albioma   | La Trinité | Martinique                | 1       | 40                      | 2007            | 96 GWh en 2017 |
| Lucciana-A | EDF       | Lucciana   | Haute-Corse               | 1       | 20                      | 1992            |                |
| Lucciana-A | EDF       | Lucciana   | Haute-Corse               | 2       | 20                      | 1992            |                |
| Lucciana-A | EDF       | Lucciana   | Haute-Corse               | 3       | 25                      | 1993            |                |
| Lucciana-A | EDF       | Lucciana   | Haute-Corse               | 4       | 40                      | 2008            |                |
| Le Vazzio  | EDF       | Ajaccio    | Corse-du-Sud              | 1       | 20                      | 2007            |                |

### Centrale au fioul et biocarburant

#### Centrale à fioul-vapeur
| Nom         | Opérateur | Commune | Collectivité territoriale | Tranche | Capacité installée (MW) | Mise en service | Combustible                                   | Production      |
| ----------- | --------- | ------- | ------------------------- | ------- | ----------------------- | --------------- | --------------------------------------------- | --------------- |
| Le Port-Est | EDF       | Le Port | La Réunion                | 1       | 212                     | 2013            | Fioul : de 2013 à 2023 Biomasse : depuis 2023 | 882 GWh en 2017 |

En décembre 2023, EDF annonce la conversion avec succès des douze moteurs au fioul de la centrale à la biomasse liquide, réalisée à partir d'huile de colza.
| Nom           | Opérateur | Commune | Collectivité territoriale | Tranche | Capacité installée (MW) | Mise en service | Fin d'exploitation | Production      |
| ------------- | --------- | ------- | ------------------------- | ------- | ----------------------- | --------------- | ------------------ | --------------- |
| Le Port-Ouest | EDF       | Le Port | La Réunion                | 1       | 125                     | 1970            | avril 2013         | 491 GWh en 2012 |

#### Turbine à combustion au fioul / diésel
| Nom                    | Opérateur | Commune        | Collectivité territoriale | Nombres de moteurs | Capacité installée (MW) | Mise en service |
| ---------------------- | --------- | -------------- | ------------------------- | ------------------ | ----------------------- | --------------- |
| Le Vazzio              | EDF       | Ajaccio        | Corse-du-Sud              | 7                  | 132,3                   | 1981            |
| Lucciana-B             | EDF       | Lucciana       | Haute-Corse               | 7 × 18,3 MW        | 128                     | 2014            |
| Bellefontaine B (ou 2) | EDF       | Bellefontaine  | Martinique                | 12 × 18,3 MW       | 220                     | 2013            |
| Pointe des Carrières   | EDF       | Fort-de-France | Martinique                | 2 × 30 MW          | 60                      | 1993            |

#### Turbine à combustion aubioéthanol
| Nom                      | Opérateur | Commune      | Collectivité territoriale | Capacité installée (MW) | Mise en service |
| ------------------------ | --------- | ------------ | ------------------------- | ----------------------- | --------------- |
| Centrale de Saint-Pierre | Albioma   | Saint-Pierre | La Réunion                | 41                      | 2019            |

## Sources
- Rapport au Parlement Programmation pluriannuelle des investissements de production d’électricité  Période 2009 - 2020, p. 58 (cycles combinés à gaz), p. 60 (Charbon) et p. 63 (fioul-vapeur et turbines à combustion).